# 龙母镇
龙母镇是中国广东省河源市龙川县下辖的一个镇，位于龙川县的中部。全镇总面积148.2平方公里，下辖1个社区7个村，总人口5万多人。